# 1742 en musique classique
| \| • Retour à la chronologie générale de la musique classique • \| |
| Grèce • Rome • Haut Moyen Âge • VIIIe siècle • IXe siècle • Xe siècle • XIe siècle XIIe siècle • XIIIe siècle • XIVe siècle • XVe siècle • XVIe siècle • XVIIe siècle XVIIIe siècle • XIXe siècle • XXe siècle • XXIe siècle |
| • Retour à la chronologie générale de la musique classique • |

| Années en musique classique : 1739 - 1740 - 1741 - 1742 - 1743 - 1744 - 1745    |
| Décennies en musique classique : 1710 - 1720 - 1730 - 1740 - 1750 - 1760 - 1770 |

## Événements

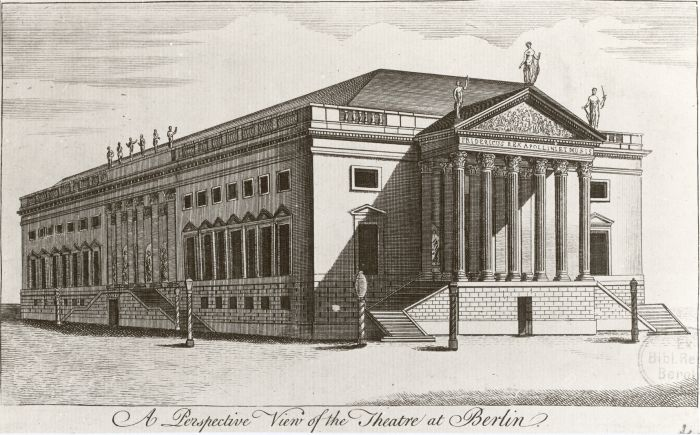
7 décembre : L'opéra de Berlin, gravure de 1745.

- 13 avril : première du Messie de Haendel à Dublin.
- 2 mai : Demetrio, opéra de Christoph Willibald Gluck, créé à Venise.
- 22 août : Rousseau est admis à lire son Projet concernant de nouveaux signes pour la musique à l'Académie des sciences à Paris[1].
- 7 décembre : inauguration du Staatsoper Unter den Linden de Berlin avec Cesare e Cleopatra, de Carl Heinrich Graun.
- Variations Goldberg et Cantate des paysans de Jean-Sébastien Bach.

## Naissances
- 15 janvier : Simon Le Duc, violoniste et compositeur français († 22 janvier 1777).
- 9 mars : Jean-Baptiste Janson, violoncelliste et compositeur français.
- 8 mai : Jean-Baptiste Krumpholtz, compositeur et harpiste tchèque († 17 février 1790).
- 19 juillet : Jean-Baptiste Davaux, violoniste et compositeur français († 2 février 1822).
- 1er novembre : Christian Gottfried Telonius, compositeur allemand († 29 janvier 1802).
- 2 novembre : Guillaume-Ernest Assmann, clarinettiste français († janvier 1836).
- 26 décembre : Giovanni de Gamerra, librettiste d'opéra italien († 1803).

Date indéterminée
- Felice Bambini, musicien d'origine italienne († 21 octobre 1810).
- Pierre-René Lemonnier, dramaturge et librettiste français († 8 janvier 1796).
- Johann Joseph Nouseul, acteur, ténor et directeur de théâtre autrichien († 9 décembre 1821).
- Antonio Piazza, journaliste, auteur dramatique, romancier et librettiste italien († 1825).

## Décès

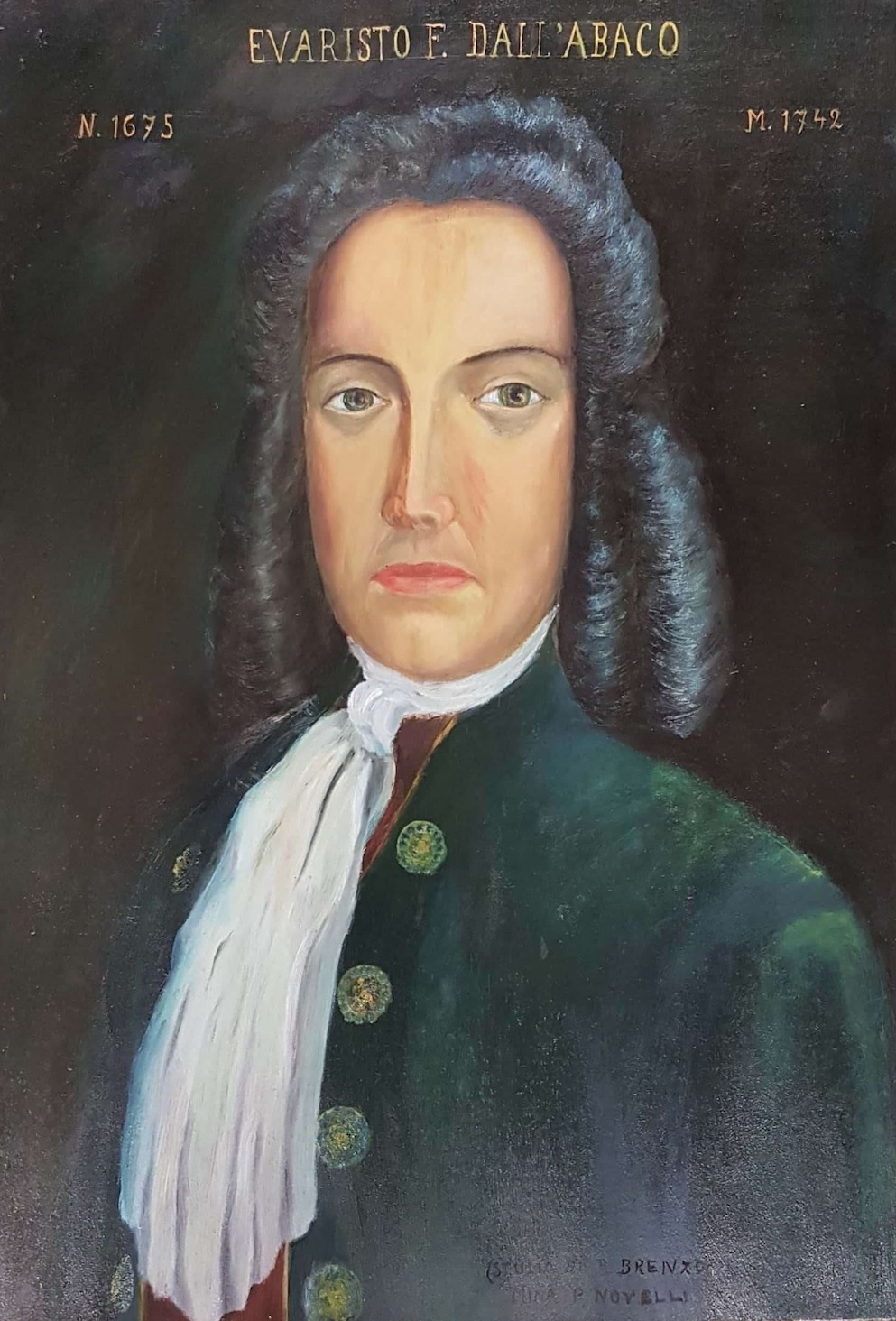
Evaristo Felice Dall'Abaco.

- 24 janvier : Benedikt Anton Aufschnaiter, compositeur autrichien (° 21 février 1665).
- 13 avril : Giovanni Veneziano, compositeur et pédagogue italien (° 11 mars 1683).
- 1er juillet : Bohuslav Matěj Černohorský, organiste et compositeur tchèque (° 16 février 1684).
- 12 juillet : Evaristo Felice Dall'Abaco, violoniste, violoncelliste et compositeur italien (° 12 juillet 1675).
- 21 juillet : Jean-Étienne Vaudry, musicien français (° 26 septembre 1668).
- 25 août : Carlos de Seixas, claveciniste, organiste et compositeur baroque portugais (° 11 juin 1704).